# Lycus fernandezi
Lycus fernandezi är en skalbaggsart som beskrevs av Dugés 1878. Lycus fernandezi ingår i släktet Lycus och familjen rödvingebaggar. Inga underarter finns listade i Catalogue of Life.